# Juhász Imréné Gonda Zsuzsanna
Juhász Imréné Gonda Zsuzsanna (Mezőtúr, 1912. december 5. – Szeged, 1982. december 21.) kommunista politikus, jogász, az 1950 előtti Jász-Nagykun-Szolnok vármegye utolsó főispánja.

## Életpályája
Tizenegy gyermekes paraszti családba született, apja Gonda István, anyja Tóth Zsuzsanna. Édesapja nincstelen földmunkás volt, aki a Tanácsköztársaság alatt csatlakozott a vörös hadseregbe, aztán később a kommün bukása után emiatt börtönbe került és meg is kínozták. Zsuzsanna három osztály elvégzése után 1922-ben libapásztornak állt, majd 1925 és 1932 között cselédként dolgozott, de emellett mezőgazdasági munkát is végzett. A mezőtúri földmunkás-mozgalom megismertette vele a szocialista nézeteket, később részt is vett a cséplőmunkások megmozdulásaiban. Ebben az időszakban, 1931-ben csatlakozott az akkor még illegális kommunista mozgalomba nagyrészt Juhász Imre hatására, részt vett a Vörös Segély munkájában is. 1932 szeptemberében összeházasodott Juhásszal, és mivel a rendőrség mindkettejüket kitiltotta Mezőtúrról, Budapestre költöztek. Juhászné 1934-től a fővárosban dolgozott, alkalmi munkákat vállalt, aztán 1936-ban felvették a Siemens gyárba, ahol egészen 1944-ig dolgozott. 1942-ben a zuglói segédmunkás szakszervezet elnöke lett. 1938-ban belépett a Szociáldemokrata Pártba, de 1943-ban már a Békepártban, majd a KMP-ben volt tag, ahol sajtóterjesztő volt. A nyilasok elől szülőhelyére, Mezőtúrra menekült. A KMP-ben nőszervező volt és agitációs munkával is foglalkozott. 1945 februárjában belépett a hadseregbe is, de májusban leszerelték. Még 1945-ben a mezőtúri rendőrségen politikai oknyomozóként munkálkodott. Ugyanebben az évben két hónapos pártiskolát végzett, két évvel később pedig már a Szolnok megyei pártiskola vezetője lett. Később az MNDSZ megyei és országos apparátusában dolgozott. 1949. január 23-án nevezték ki a vármegye főispánjává az ugyancsak paraszti származású Földi István helyére. Bár Juhászné tisztában volt vele, hogy nem ért a közigazgatáshoz, mégis elvállalta a pozíciót, mondván: „a párt utasítása számomra parancs.” A vármegye átszervezése után Szolnok megye ideiglenes, majd megválasztott tanácselnöke volt. 1950-től munka mellett levelező úton elvégezte a jogi egyetemet, eközben 1951-ben öt hónapos pártiskolát is végzett. 1954-től tagja volt az MDP Központi Vezetőségének, a Közalkalmazottak Szakszervezete és az MNDSZ országos vezetőségének is. 1953 és 1962 között országgyűlési képviselő. Az 1956-os forradalom alatt, október 26-án a megyeházára összehívott választói gyűlésen Dancsi Józsefet választották meg a megye tanácselnökévé, és az épület előtt összegyűlt tömeg követelésére Juhászné lemondott tisztéről. Ezt követően a szolnoki szovjet csapatokhoz menekült, akik november 2-án Munkácsra vitték. November 17-én tért vissza Magyarországra, belépett az MSZMP-be, de az állami vezetők között nem kapott helyet. 1957 februárjában a Szolnok megyei Ügyészség büntetőügyészévé tették meg. 1958-tól 1966-ig a Szolnok megyei Népi Ellenőrzési Bizottság elnökeként működött, ezen kívül pedig a Magyar Nők Országos Tanácsa tagja is volt.

## Kitüntetései
- Magyar Népköztársasági Érdemérem arany fokozat (1950)
- Munka Érdemrend bronz fokozat (1965)
- Szocialista Hazáért Érdemrend (1967)
- Felszabadulási Jubileumi Emlékérem (1970)
- Munka Érdemrend arany fokozat (kétszer, 1970 és 1975)
- Társadalmi Munkáért arany fokozat (1980)